# 236P/LINEAR
236P/LINEAR – kometa krótkookresowa, należąca do rodziny Jowisza.

## Odkrycie
Kometa została odkryta 29 października 2003 roku w ramach programu badawczego LINEAR.

## Orbita komety i właściwości fizyczne
Orbita komety 236P/LINEAR ma kształt elipsy o mimośrodzie 0,5. Jej peryhelium znajduje się w odległości 1,83 j.a., aphelium zaś 5,62 j.a. od Słońca. Jej okres obiegu wokół Słońca wynosi 7,2 roku, nachylenie do ekliptyki to wartość 16,33˚.
Jądro tej komety ma rozmiary kilku kilometrów.